# Alcétas II (roi d'Épire)
Pour les articles homonymes, voir Alcétas.
Alcétas II (en grec ancien Ἀλκέτας / Alkétas), mort en 307 av. J.-C. est un roi d’Épire de la dynastie des Éacides qui règne de 313 à 307 av. J.-C.

## Biographie
Après la mort de son frère cadet Éacide, les Épirotes donnent la royauté à Alcétas II, qui a été exilé par leur père Arybbas, et qui s'est toujours montré hostile à Cassandre. Lyciscos, nommé par Cassandre au commandement militaire de l'Acarnanie, entre avec une armée en Épire, espérant facilement détrôner Alcétas II dont l'autorité ne semble pas encore bien affermie. Alcétas II, de son côté, envoie ses deux fils, Alexandre et Teucros, dans les villes, avec l'ordre d'y faire de grandes levées de troupes. Quant à lui, il part à la tête de son armée, et, arrivé à peu de distance de l'ennemi, il attend le retour de ses fils. Mais, attaqué par Lyciscos qui commande des forces supérieures, les Épirotes, frappés de terreur, abandonnent Alcétas qui se réfugie à Eurymenas en Épire. Pendant qu'il y est assiégé, son fils Alexandre lui apporte du secours. Il s'engage un combat sanglant dans lequel sont tués plusieurs chefs, entre autres Micythos et Lysandre l'Athénien, chargé par Cassandre du gouvernement de la Leucadie. Dinias arrive ensuite au secours de Lyciscos, près de succomber, et renouvelle le combat. Alexandre et Teucros sont vaincus et se réfugient avec leur père dans une place forte. Lyciscos prend d'assaut Eurymenas et la détruit.
Lorsque Cassandre apprend la défaite de ses troupes, il se rend en Épire pour secourir  Lyciscos, car il ignorait encore le succès du second combat. Trouvant Lyciscos victorieux, il fait la paix avec Alcétas, et conclut avec lui un traité d'alliance. Les Épirotes continuent pendant quelque temps à être gouvernés par le roi Alcétas II, mais ce personnage extrêmement violent  se montre trop dur envers le peuple, il est égorgé avec ses deux fils cadets encore en bas âge, Hésionée et Nisos. Le sort des deux aînés demeure inconnu. Glaucias le roi des Illyriens saisit l'occasion pour restaurer sur le trône Pyrrhus, le fils d'Éacide, âgé d'une douzaine d'années.

## Sources antiques
- Diodore de Sicile, Bibliothèque historique [détail des éditions] [lire en ligne], XIX, 88-89.